# Geoffrey Harrison
Sir Geoffrey Wedgwood Harrison (Southsea, 18 luglio 1908 – 12 aprile 1990) è stato un diplomatico inglese.

## Biografia
Era il figlio di Thomas Edmund Harrison, un comandante della Royal Navy, e di sua moglie, Maud Winifred Godman. Frequentò il Winchester College e poi il King's College, Cambridge. Si unì al Foreign Office nel 1932 e venne mandato in Giappone e in Germania prima dello scoppio della seconda guerra mondiale. Il 2 luglio 1935 sposò Amy Katherine Clive, figlia di Sir Robert Clive, ambasciatore britannico in Giappone, presso l'ambasciata a Tokyo.

## Carriera diplomatica
Nel mese di ottobre 1932, Harrison è stato nominato terzo segretario nel servizio diplomatico di Sua Maestà, nel mese di ottobre 1937 è stato promosso a secondo segretario e nel luglio 1942 a primo segretario.
Il 1º ottobre 1956 Harrison divenne ambasciatore in Brasile. Il 3 novembre 1958 è stato trasferito a Teheran come ambasciatore in Iran. Il 27 agosto 1965 è stato nominato Ambasciatore presso l'Unione Sovietica.